# Georg Joseph Bekker
Georg Joseph Bekker (Walldürn, 1792 - Luik, 1837) was een Duits filoloog, hoogleraar aan en rector magnificus van de Rijksuniversiteit Leuven.

## Levensloop
Bekker was afkomstig uit het hertogdom Baden-Württemberg. Hij was een Duits filoloog en werd tot hoogleraar benoemd aan de Rijksuniversiteit Leuven. Hij werd in 1821-1822 rector magnificus van deze universiteit.
Hij studeerde klassieke talen aan de Universiteit van Heidelberg. In 1817 werd hij tot hoogleraar klassieke letterkunde benoemd in Leuven. In 1825 werd hem een basiscursus Hebreeuws opgedragen. Zijn voorganger in deze materie was Etienne Heuschling (1782-1847), maar die was er in 1820 mee gestopt.
Na de opheffing van de Rijksuniversiteit Leuven in 1835 werd hij benoemd tot hoogleraar Grieks en Latijn aan de Rijksuniversiteit Luik. Na een paar jaar overleed hij er.

## Publicaties
- (samen met Léonard Pirmez) Dissertatio inauguralis historico-juridica de marito tori violati vindice ex jure Romano, Leuven, 1822.
- Rudimenta Linguæ Hebraicæ Ad Usum Alumnorum Collegii Philosophici (Classic Reprint, 2015).
- Specimen Variarum Lectionum Et Observationum in Philostrati Vitae Apollonii Librum Primum: Edidit Et Scholiastam Graecum Mscr. Ad Septem Libros Priores (Forgotten Books, 2018).
- Flavius Philostratus, des Aeltern Werke. Sechstes Bändchen. Briefe des Apollonius von Trayna übersetzt von Georg Joseph Bekker, Professor an der Universität in Löwen, Wenen, 1855.